# ABRA (informační systém)
Informační systémy ABRA produkuje česká společnost ABRA Software a.s. Sjednocením řady ABRA Gx vznikl v roce 2016 vše-v-jednom ERP systém ABRA Gen. V roce 2020 výrobce oficiálně uvedl na trh online účetní software ABRA Flexi.

## Verze
- ABRA Flexi - Chytrý software pro menší firmu – v cloudu a s API.
- ABRA Gen - Informační systém pro řízení a provoz velké nebo střední firmy. Využívá databázový stroj Firebird, Oracle nebo MS SQL.[2] Pracuje na serverech s operačními systémy Windows i Linux.[3]

Všechny ERP systémy ABRA mají integrovaný elektronický formát ISDOC / ISDOCx. ISDOC definovala "Pracovní skupina pro Elektronické standardy výměny dat" sdružení SPIS (dnes ICT Unie), ale velká část jeho anatomie byla navržena v ABRA Software.
Oba systéma ABRA Gen i ABRA Flexi mají integrované rozhraní API pro integraci dalších aplikací.